# John B. Conway
John Bligh Conway (* 22. September 1939 in New Orleans, Louisiana) ist ein US-amerikanischer Mathematiker, der sich mit Analysis und speziell Funktionalanalysis befasst.
Conway studierte an der Loyola University mit dem Bachelor-Abschluss 1961 und wurde 1965 bei Heron Collins an der Louisiana State University promoviert (The strict topology and compactness in the space of measures). Danach war er Professor an der Indiana University in Bloomington und ab 1990 war er Professor an der University of Tennessee, wo er der Mathematikfakultät vorstand.
Er war Gastprofessor an der Freien Universität Amsterdam (1972), an der Universität Berkeley (1986) und der Universität Grenoble (1981).
Er befasst sich mit beschränkten Operatoren auf Hilberträumen, speziell in Zusammenhang mit analytischen Funktionen und Anwendungen in der Funktionentheorie. Insbesondere befasste er sich mit subnormalen Operatoren, d. h. Einschränkungen normaler Operatoren auf invariante Unterräume eines Hilbertraums. Er schrieb ein in den USA viel benutztes Funktionentheorie-Lehrbuch.

## Schriften
- Functions of one complex variable, Graduate Texts in Mathematics, Springer Verlag 1978
- A Course in Functional Analysis, Springer Verlag 1997
- The theory of subnormal operators, American Mathematical Society 1991
- Subnormal Operators, Pitman 1981
- On being a department head: a personal view, American Mathematical Society 1996